# Walhain
Walhain (in vallone Walin) è un comune belga di 7 102 abitanti, situato nella provincia vallona del Brabante Vallone.

## Geografia fisica

### Territorio
Si estende per 37,94 km² in un territorio complessivamente pianeggiante. La Belgian National Geographic Institute, l'istituto nazionale cartografico belga, ha calcolato che il centro del Belgio è situato in questo paese (coordinate 50°38′28″N 4°40′05″E).

### Clima
Il clima è fresco e tipico dei territori di pianura belgi.